# Тлюстенхабльское городское поселение
Тлюстенхабльское городское поселение — муниципальное образование в составе Теучежского муниципального района Республики Адыгея Российской Федерации.
Административный центр — посёлок городского типа Тлюстенхабль.

## Население
| 2002  | 2010  | 2012  | 2013  | 2014  | 2015  | 2016  |
| ----- | ----- | ----- | ----- | ----- | ----- | ----- |
| 3581  | ↗5733 | ↗5941 | ↘5908 | ↗5999 | ↗6040 | ↗6048 |
| 2017  | 2018  | 2019  | 2020  | 2021  | 2023  | 2024  |
| ↘6014 | ↘6001 | ↘5951 | ↗5975 | ↗7583 | ↗7716 | ↗7718 |

## Состав городского поселения
| № | Населённый пункт | Тип населённого пункта      | Население |
| - | ---------------- | --------------------------- | --------- |
| 1 | Тлюстенхабль     | пгт, административный центр | ↘7240     |
| 2 | Тугургой         | аул                         | ↗478      |

## Национальный состав
По переписи населения 2010 года из 5 733 проживающих в городском поселении, 5 553 человек указали свою национальность:
| Национальность  | %       | Численность |
| --------------- | ------- | ----------- |
| Русские         | 68,92 % | 3 827       |
| Адыги (черкесы) | 20,66 % | 1 146       |
| Армяне          | 1,98 %  | 110         |
| Азербайджанцы   | 1,80 %  | 100         |
| Украинцы        | 1,44 %  | 80          |
| Карачаевцы      | 0,70 %  | 39          |

По данным переписи населения 2021 года из 7583 проживающих в городском поселении, 7214 человека указали свою национальность
:
| Народ           | Численность, чел. | Доля от населения, % |
| --------------- | ----------------- | -------------------- |
| Русские         | 5 014             | 69,50 %              |
| Адыги (Черкесы) | 1 299             | 18,00 %              |
| Армяне          | 211               | 2,92 %               |
| Азербайджанцы   | 130               | 1,80 %               |

## Местное самоуправление
Организовано на основании устава муниципального образования «Тлюстенхабльское городское поселение».